# Lac Waposite
Lac Waposite är en sjö i Kanada.   Den ligger i regionen Nord-du-Québec och provinsen Québec, i den östra delen av landet, 500 km norr om huvudstaden Ottawa. Lac Waposite ligger 357 meter över havet. Arean är 21,5 kvadratkilometer. Den ligger vid sjön Lac Comencho. Den sträcker sig 6,0 kilometer i nord-sydlig riktning, och 9,7 kilometer i öst-västlig riktning.
Trakten runt Lac Waposite är nära nog obefolkad, med mindre än två invånare per kvadratkilometer.